# Венустіано Карранса
Венустіа́но Карра́нса де ла Га́рса (ісп. Venustiano Carranza de la Garza ісп. вимова: [benusˈtjano kaˈransa ðe la ˈɣaɾsa]; 29 грудня 1859, Куатросьєнегас, штат Коауїла, Мексика — 21 травня 1920, Тлакскалантонго, штат Пуебла, Мексика) — мексиканський державний і політичний діяч, учасник Мексиканської революції, від 1914 до 1917 глава уряду конституціоналістів (формально Карранса не зайняв посади тимчасового президента), президент Мексики від 11 березня 1917 до 21 травня 1920.

## Життєпис
Народився в сім'ї поміщика. 1901 року обраний до Сенату. З початком революції підтримав Франсіско Мадеро; коли в 1911 році Мадеро став президентом, Карранса став губернатором Коауїли. Після контрреволюційного перевороту генерала Вікторіано Уерти Карранса відмовився визнати новий уряд, оголосивши себе «верховним головнокомандувачем» Конституціоналістської армії, що веде боротьбу проти диктатора. В 1914 році сили повсталих на чолі з генералом Альваро Обрегоном взяли Мехіко. Карранса не став вступати на посаду тимчасового президента (інакше він не зміг би висунути свою кандидатуру на майбутніх президентських виборах), зберігши посаду верховного головнокомандувача. Однак далеко не всі визнали його владу — серед тих, хто розпочав боротьбу проти Карранси, були як реакціонери і консерватори (колишні прихильники Уерти), так і більш радикальні революціонери — сапатисти. Проте, урядовим військам вдалося завдати низку поразок повсталим. У 1915 році більшість країн Америки визнали уряд Карранси.
Після того, як в лютому 1917 року було прийнято нову конституцію країни, пройшли президентські вибори, на яких переміг Карранса.
8 квітня 1920 року противники Карранси, до яких приєднався генерал Обрегон, здійснили переворот; Карранса втік на південь країни, у Веракрус, але по дорозі його схопили війська генерала Родольфо Ерреро і розстріляли.